# Französische Rugby-Union-Meisterschaft 1893/94
Die Saison 1893/94 war die dritte Austragung der französischen Rugby-Union-Meisterschaft (französisch Championnat de France de rugby à XV), der heutigen Top 14.
Es beteiligten sich fünf Mannschaften an der Meisterschaft, alle aus Paris und Umgebung, die ein Turnier im K.-o.-Format austrugen. Im Endspiel, das am 18. März 1894 in Bécon-les-Bruyères bei Courbevoie stattfand, trafen die Halbfinalsieger aufeinander und spielten um den Bouclier de Brennus. Dabei setzte sich Stade Français gegen Inter-Nos durch und errang zum zweiten Mal den Meistertitel.

## K.-o.-Runde
|  | Viertelfinale  | Viertelfinale         |                |    | Halbfinale | Halbfinale |  |  | Finale | Finale |
|  |                |                       |                |    |            |            |  |  |        |        |
|  |                |                       |                |    |            |            |  |  |        |        |
|  |                |                       |                |    |            |            |  |  |        |        |
|  | Stade Français | 9                     |                |    |            |            |  |  |        |        |
|  | Stade Français | 9                     |                |    |            |            |  |  |        |        |
|  |                | Racing Club de France | 0              |    |            |            |  |  |        |        |
|  |                | Racing Club de France | 0              |    |            |            |  |  |        |        |
|  |                |                       |                |    |            |            |  |  |        |        |
|  |                |                       |                |    |            |            |  |  |        |        |
|  |                |                       | Stade Français | 18 |            |            |  |  |        |        |
|  |                | Inter-Nos             | 0              |    |            |            |  |  |        |        |
|  |                |                       |                |    |            |            |  |  |        |        |
|  |                |                       |                |    |            |            |  |  |        |        |
|  | Inter-Nos      | 6                     |                |    |            |            |  |  |        |        |
|  | Inter-Nos      | 6                     |                |    |            |            |  |  |        |        |
|  |                | CP Asnières           | 0              |    |            |            |  |  |        |        |
|  | CP Asnières    | CP Asnières           | 0              | ?  |            |            |  |  |        |        |
|  | CP Asnières    |                       |                | ?  |            |            |  |  |        |        |
|  | AS Asnières    | ?                     |                |    |            |            |  |  |        |        |

## Finale
| 18. März 1894 | Stade Français                                                   | 18 : 0        | Inter-Nos | Bécon-les-Bruyères, Courbevoie Zuschauer: 1500 Schiedsrichter: Georges de Saint-Clair |
| 18. März 1894 | Versuche: Bellencourt Bouisson de Joannis Amand Olivier Lebreton | (9:0) Bericht |           | Bécon-les-Bruyères, Courbevoie Zuschauer: 1500 Schiedsrichter: Georges de Saint-Clair |

Aufstellungen
Stade Français: Henri Amand, Maximilien Bellencourt, Raymond Bellencourt, Fernand Bouisson, Jacques Chastanie, Louis Dedet, Albert de Joannis, Léon de Joannis, Paulo do Rio Branco, Henri Dorlet, Pierre Garcet de Vauresmont, Henri Lebreton, Edmond Mamelle, Joseph Olivier, Frédéric Vernazza
Inter-Nos: Bemelmans, Camille Berthommé‚ P. Boncourt, Louis Cotton, H. d’Herbinville, G. Hadley, W. Hadley, A. Haymann, E. W. Lewis, Émile Mahler, Manchon, Noyer, Perreault, Léon Ribault-Lagasne, Alfred Tebbitt